# Iliada
Iliada (greacă veche: Ἰλιάς, romanizat: Iliás) este una dintre cele două epopei grecești antice atribuite lui Homer. Este una dintre cele mai vechi opere literare existente încă citită pe scară largă de publicul modern. Ca și Odiseea, poemul este împărțit în 24 de cânturi, și a fost scris în hexametru dactilic. În versiunea sa cea mai acceptată, conține 15.693 de versuri. Plasată la finele Războiului Troian, un asediu de zece ani al orașului Troia de către o coaliție de state grecești miceniene, Iliada descrie evenimente semnificative din ultimele săptămâni ale atacurilor. În special, este descris conflictul aprig dintre regele Agamemnon și un războinic rebel, Ahile. Este o parte centrală a Ciclului Epic. Iliada este adesea considerată drept prima operă substanțială a literaturii europene.
Iliada și Odiseea au fost cel mai probabil scrise în greaca homerică, un amestec literar de greacă ionică și alte dialecte, probabil pe la sfârșitul secolului al VIII-lea sau începutul secolului al VII-lea î.Hr. În antichitate, paternitatea lui Homer a fost rareori pusă la îndoială, însă cercetătorii contemporani presupun că Iliada și Odiseea au fost compuse independent, și că povestirile s-au născut în cadrul unei lungi tradiții de transmitere prin viu grai. Poemul a fost interpretat de recitatori profesioniști ai lui Homer, cunoscuți sub numele de rapsozi.
Temele critice ale poemului includ kleos (gloria), mândria, destinul și mânia. Poemul este frecvent descris ca o epopee masculină sau eroică, în special în comparație cu Odiseea. Conține descrieri detaliate ale instrumentelor de război antice și ale tacticilor de luptă. Zeii olimpieni joacă, de asemenea, un rol major în poem, ajutându-i pe războinicii lor favoriți pe câmpul de luptă, și intervenind în disputele personale. Caracterizarea lor în poem i-a umanizat pentru publicul din Grecia Antică, dând un sens concret tradiției lor culturale și religioase. 

## Fragment din text
Cântul I
μῆνιν ἄειδε θεὰ Πηληϊάδεω Ἀχιλῆος

οὐλομένην, ἣ μυρί᾽ Ἀχαιοῖς ἄλγε᾽ ἔθηκε,

πολλὰς δ᾽ ἰφθίμους ψυχὰς Ἄϊδι προΐαψεν

ἡρώων, αὐτοὺς δὲ ἑλώρια τεῦχε κύνεσσιν

οἰωνοῖσί τε πᾶσι, Διὸς δ᾽ ἐτελείετο βουλή,

ἐξ οὗ δὴ τὰ πρῶτα διαστήτην ἐρίσαντε

Ἀτρεΐδης τε ἄναξ ἀνδρῶν καὶ δῖος Ἀχιλλεύς.

Traducere
Cântă, Zeiță, mânia ce-aprinse pe-Ahil' Peleianul,

Greaua urgie ce-Aheilor mii de amaruri le-aduse,

Multe năvalnice duhuri lui Hades zvârlindu-i în brațe

Ale vitejilor, iară pe dânșii lăsatu-i-a-n pradă

Câinilor, cum și ospăț pentru vulturi, la vrerea lui Zeus,

Când, mai întâi, se-nfruntară cu sfadă fruntașii de vază,

Însuși Atridul, stăpân de popoare, și mândrul Ahile.

## Personaje principale

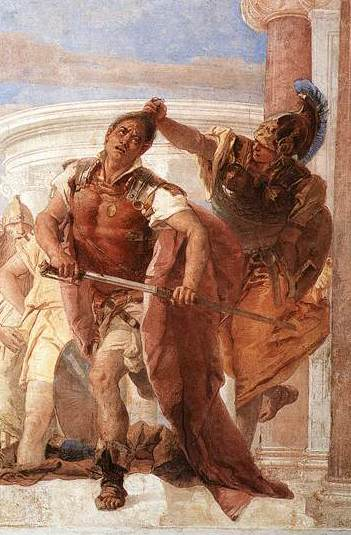
Mânia lui Ahile, tema centrală a Iliadei.
(Tiepolo, 1757)

### Ahei
- Agamemnon
- Menelau
- Ahile
- Patrocles
- Odiseu
- Nestor
- Aiax din Salamina
- Diomede
- Aiax din Locres

### Troieni
- Priam
- Hector
- Eneas
- Paris
- Deifobos
- Dolon
- Hecuba
- Elena din Troia
- Andromaca

### Zei
- Zeus (neutru)
- Iris (neutră)
- Hermes (neutru / de partea aheilor)
- Atena (de partea aheilor)
- Thetis (de partea aheilor)
- Hera (de partea aheilor)
- Poseidon (de partea aheilor)
- Hefaistos (de partea aheilor)
- Hypnos (de partea aheilor)
- Afrodita (de partea troienilor)
- Apollo (de partea troienilor)
- Ares (de partea troienilor)
- Artemis (de partea troienilor)

## Rezumat
Războiul Troiei durează de aproape zece ani. Se confruntă astfel aheii veniți din toată Grecia cu troienii și aliații acestora. În fața cetății fortificate, sute de nave de asediatori se află întinse pe plajă și le servesc drept tabără.
Cântul I

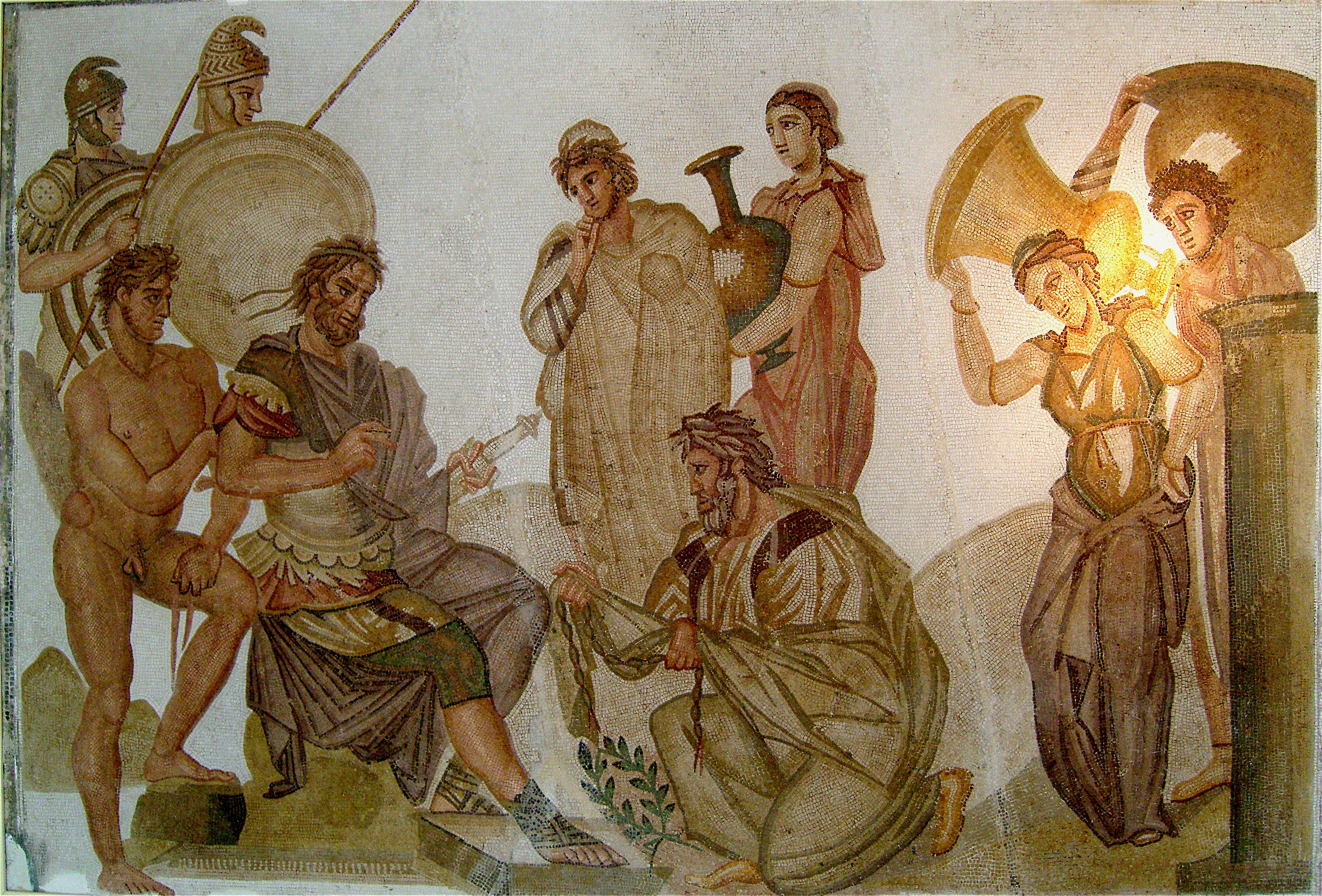
Preotul Chryses își cere fiica înapoi de la Agamemnon.
(Mozaic din Nabeul, sec. IV)

Agamemnon, comandantul aheilor, o ia prizonieră pe Chryseis, fiica preotului troian al lui Apollo. Furios, zeul răspândește ciumă și boli în tabăra aheilor. Ghicitorul Calchas dezvăluie cauza bolii, iar Ahile îi cere lui Agamemnon să elibereze prizoniera. Regele consimte, însă decide să o ia în schimb pe iubita lui Ahile, Briseis. Mâniat, acesta hotărăște să se retragă din luptă, nemaioferindu-le aheilor ajutorul mirmidonilor săi. Totodată, el îi cere mamei sale, Thetis, să obțină de la Zeus promisiunea unei victorii a troienilor.
Cântul II
Înșelat în somn de un vis trimis de către Zeus, Agamemnon se trezește sigur de victoria trupelor sale. Povestește acest vis aliaților săi, apoi, pentru a-i încerca, se preface a dori să părăsească sediul Troiei. Războinicii se pregătesc de retragere, însă Ulise, rege al Itacăi, reușește să îi împiedice să plece. Cele două armate sunt gata de luptă: aheii, veniți cu un număr mare de vase din întreaga Grecie vor face față căpeteniilor troieni și aliaților acestora — dardanieni, pelasgieni, lycieni și traci.
Cântul III

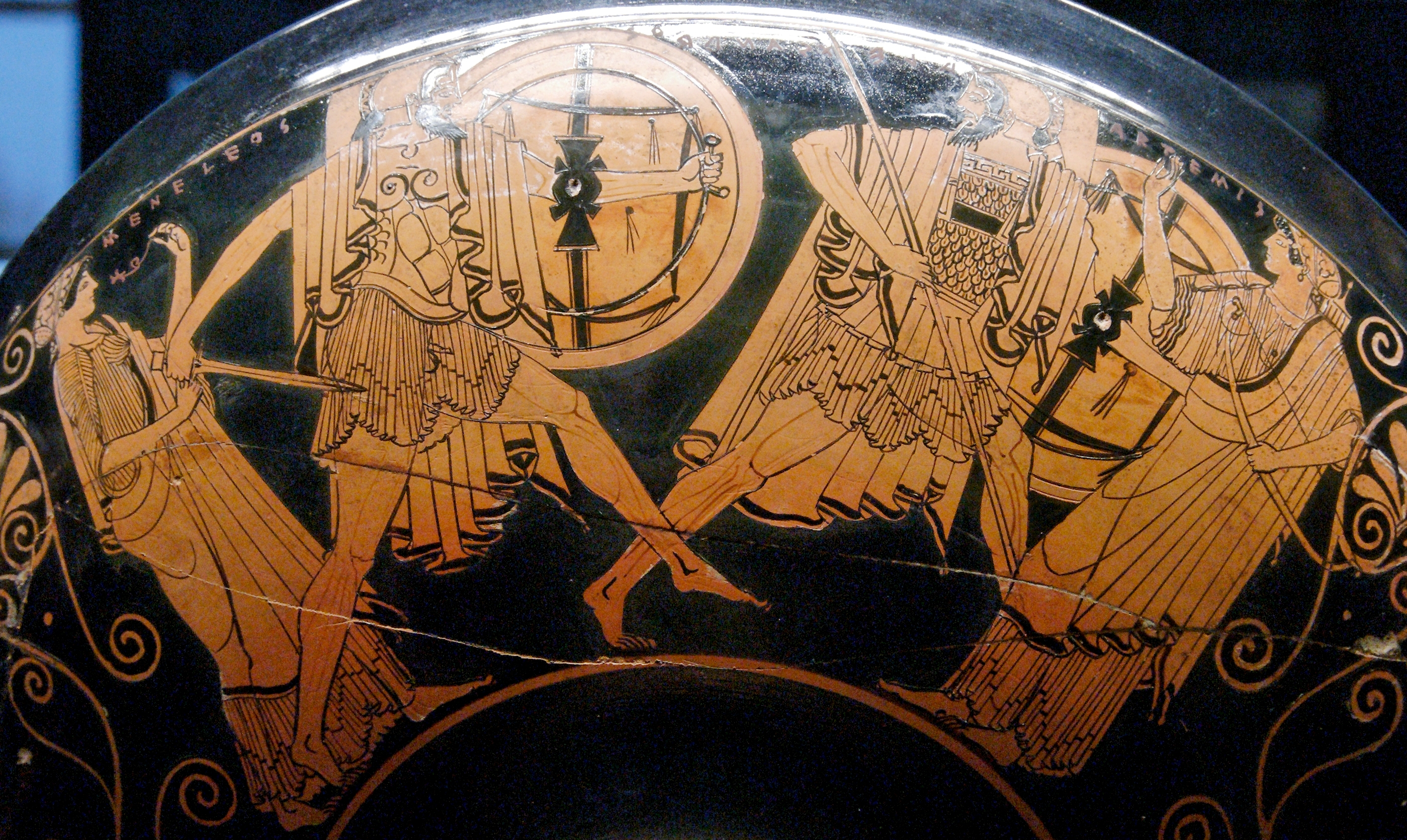
Vas ilustrând duelul dintre Menelau și Paris (Muzeul Louvre)

Troianul Paris, fiul regelui Priam, este cuprins de teamă la vederea lui Menelau, căruia îi furase soția, pe Elena, declanșând astfel conflictul. Ca urmare a reproșurilor dure ale fratelui său, viteazul Hector, Paris le propune aheilor să se înfrunte el însuși cu Menelau. Duelul are loc, Menelau, luptător experimentat, căpătând cu ușurință avantaj în fața fragilului și tânărului Paris. Acesta însă este salvat de la moartea sigură ce îl amenința prin intervenția divină a Afroditei, care îl scoate din luptă, și îl trimite în Troia.
Cântul IV
În Olimp, Zeus dorește să fie recunoscută victoria lui Menelau, pentru a redobândi pacea și a salva astfel orașul. Însă Hera, care dorește cu ardoare victoria aheilor, îi cere Atenei să îi împingă pe troieni să nu-și respecte jurămintele de pace. Atena îl convinge atunci pe Pandare să tragă în Menelau cu o săgeată, pentru a distruge armistițiul, ceea ce, de altfel, se și întâmplă. Revizuindu-și trupele, Agamemnon îi îndeamnă la luptă pe cei mai mari comandanți ai săi — Idomeneus, cei doi  Aiax (Aiax fiul lui Telamon și Aiax fiul lui Oileu), Nestor, Ulise și Diomede — și luptele reîncep.
Cântul V
În furia bătăliei, aheii masacrează un număr mare de troieni. În mod particular se evidențiază Diomede, susținut de către Atena, care îl ucide pe Pandare, și îi rănește pe Eneas și pe mama acestuia, zeița Afrodita, venită să îl salveze. Zeii se implică în luptă: Apollo îl salvează pe Eneas și îl trimite pe fratele său să se angajeze în luptă alături de troieni. Hector, înflăcărat de cuvintele lui Sarpedon, își duce trupele în luptă. Îngrijorate de această întorsătură  de situație, Hera și Atena se înarmează și își oferă ajutorul aheilor apărați de către Ares, care este la rândul lui rănit de Diomede. Într-un sfârșit, zeii și zeițele urcă în Olimp pentru a judeca acest conflict în fața lui Zeus.
Cântul VI
Hector se intoarce în Troia și îi cere mamei sale, Hecuba, să aducă jertfe zeiței Atena, rugând-o să-l îmblânzească pe Diomede. Hector pornește spre palatul fratelui său, Paris.
Hector îl ceartă pe acesta că stă acasă în timp ce au loc asemenea lupte, iar acesta îi răspunde că atunci se pregătea de luptă. Apoi Hector pleacă la casa lui, unde soția sa, Andromaca, și fiul lor, Astyanax, îl roagă plângând să nu mai plece la luptă fiindcă se tem de pierirea sa. Hector nu ascultă de rugile acestora, și, înainte de a pleca la luptă, îi roagă pe zei să aibă grijă de soția și fiul său. La porțile cetății, Hector îl întâlnește pe Paris, gata de luptă.
Cântul VII
Atena și Apollo hotărăsc să pună capăt măcelului. Profetul Helenus află de sfătuirea zeilor, și îl îndeamnă pe Hector la luptă. Hector îi provoacă astfel pe conducătorii greci la duel. Ca urmare a tragerii la sorți, urmează ca Ajax, fiul lui Telamon, să îl înfrunte. La căderea nopții, niciunul dintre ei nu este declarat învingător, deși Hector este rănit. Se decide o pauză temporară. Se profită de aceasta pentru îngroparea numeroșilor morți de pe câmpul de luptă.
Cântul VIII
Ziua următoare, grecii si troienii încep din nou lupta. Zeus foloseste cântarul norocului pentru a vedea pe cine va ajuta. Se pare că norocul era de partea troienilor. În timpul luptei, grecii fug deoarece sunt amenințați cu un fulger, iar troienii vin după ei ajungând la zidul care proteja corăbiile. Acolo, troienii instalează corturile și se pregătesc pentru ziua următoare.
Cântul IX

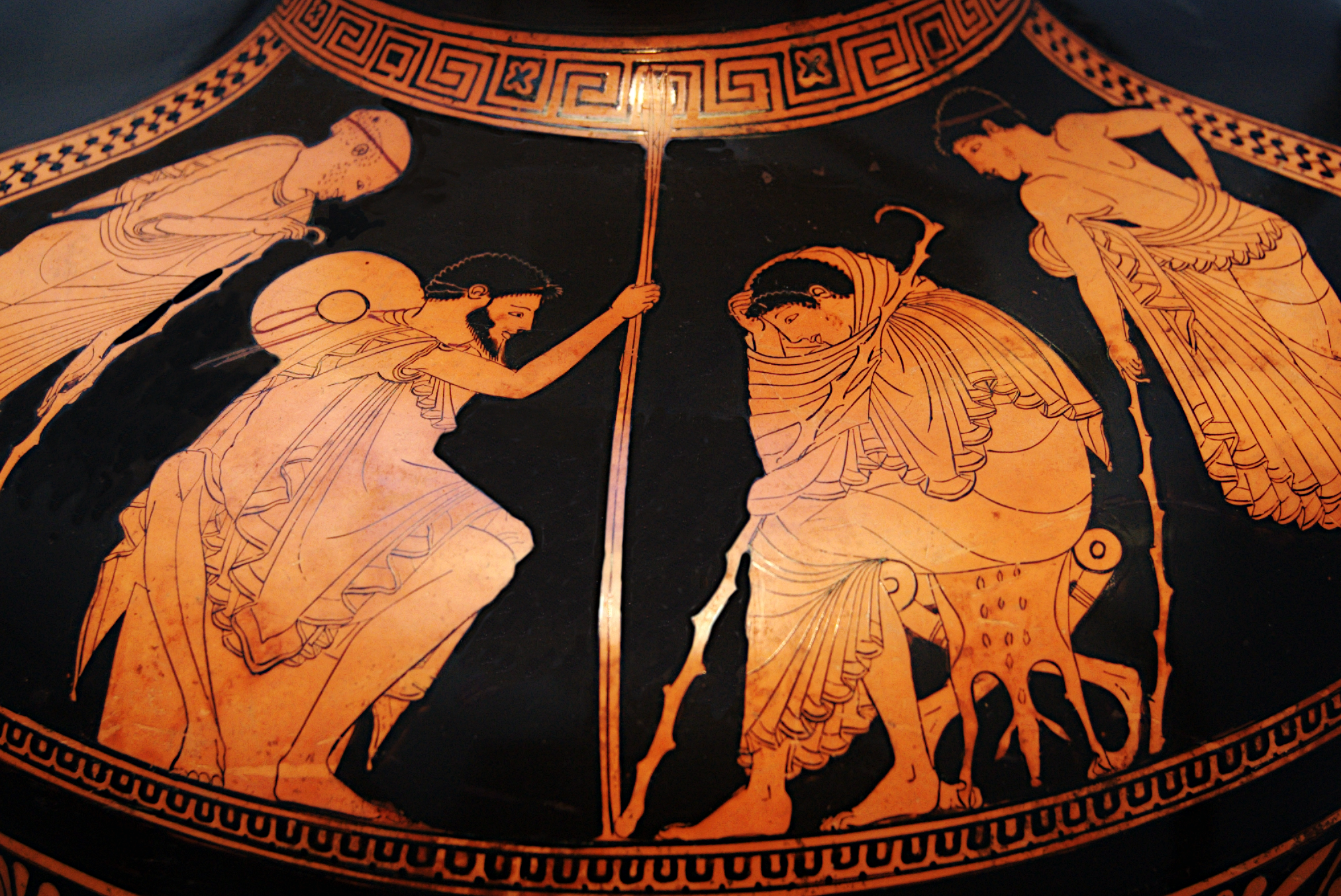
Solia către Ahile (Foinix și Odiseu)

După luptă, grecii se străng la un sfat în cortul lui Agamemnon. Agamemnon își dă seama că doar un lucru îl poate face învingător: Ahile. Nestor propune ca Ahile să fie rugat printr-o solie să se îmbune. Foinix, Aiax si Odiseu hotărăsc să plece la cortul lui Ahile. Ajunși acolo, cei trei beau impreună cu Ahile, dar acesta refuză să se întoarcă.
Cântul X

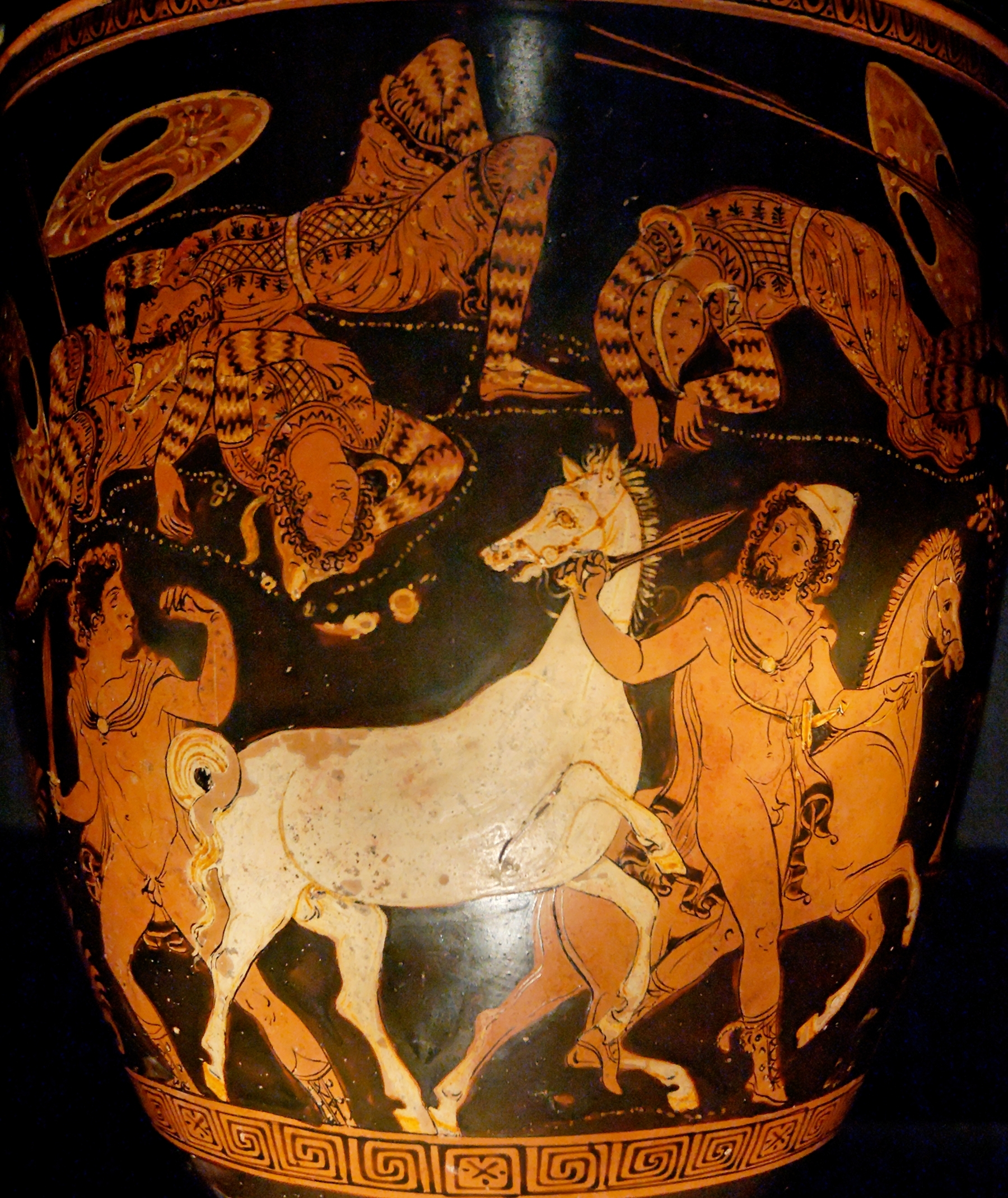
Vas ilustrând furtul cailor regelui trac Rhesus de către Diomede și Odiseu.

În acea noapte, grecii hotărăsc sa spioneze tabăra troiană, oamenii aleși pentru această misiune fiind Odiseu și Diomede. Acolo află că dușmanii au chemat aliați. Cei doi omoară câțiva soldați, printre care pe troianul Dolon, și pe regele tracilor, Rhesus, căruia îi fură vestiții cai.
Cântul XI
Zorile se ivesc, iar bătălia începe din nou. Ca și în ziua precedentă, troienii domină lupta, și chiar îl rănesc pe Agamemnon. Văzând că grecii sunt în pericol, Ahile îl trimite pe Patrocles la cortul lui Nestor. Acolo, Nestor îi spune tânărului să vină el la luptă în locul lui Ahile, îmbrăcat în armura stăpânului său. După conversație, Patrocles se întoarce în fugă la cortul lui Ahile.
Cântul XII
În timpul bătăliei, Zeus trimite un semn care arată că, dacă troienii se vor duce la corăbiile grecilor, vor fi omorâți fără milă. Deși vede semnul, Hector continuă să înainteze. Încetul cu încetul, zidul este cucerit de troieni, și se pare că grecii au nevoie de un miracol ca să fie salvați.
Cântul XIII
Zeus părăsește scena, dar este înlocuit de Poseidon, care îi ajută pe greci în luptă. Hector merge cu armata spre corăbii, deși grecii îi primesc cu urlete sălbatice.
Cântul XIV
Știind ca Zeus se poate întoarce pe câmpul de luptă, Hera îl roagă pe Hypnos să-l adoarmă pe Zeus. Hypnos acceptă, deoarece Hera îi spune că îl va căsători cu una dintre Grații. În acest fel, Poseidon îi ajută pe greci. În timpul luptei, Ajax îl lovește pe Hector cu un bolovan în cap, făcându-l sa-și piarda cunoștința. Astfel, grecii prind curaj. Troienii se retrag și pierd tot teritoriul câștigat.
Cântul XV
În cele din urmă, Zeus se trezește, și, mânios, se duce la Hera. Ca să nu se mai aștepte la alte înșelătorii, Zeus dezvăluie ceea ce vrea să facă: acesta vrea ca troienii să câștige lupta pentru a le arăta grecilor că, fără Ahile, aceștia nu pot câștiga războiul. Hector își revine, iar troienii se întorc la luptă. Luptă cu atât de mult curaj încât ajung în fața corăbiilor.
Cântul XVI

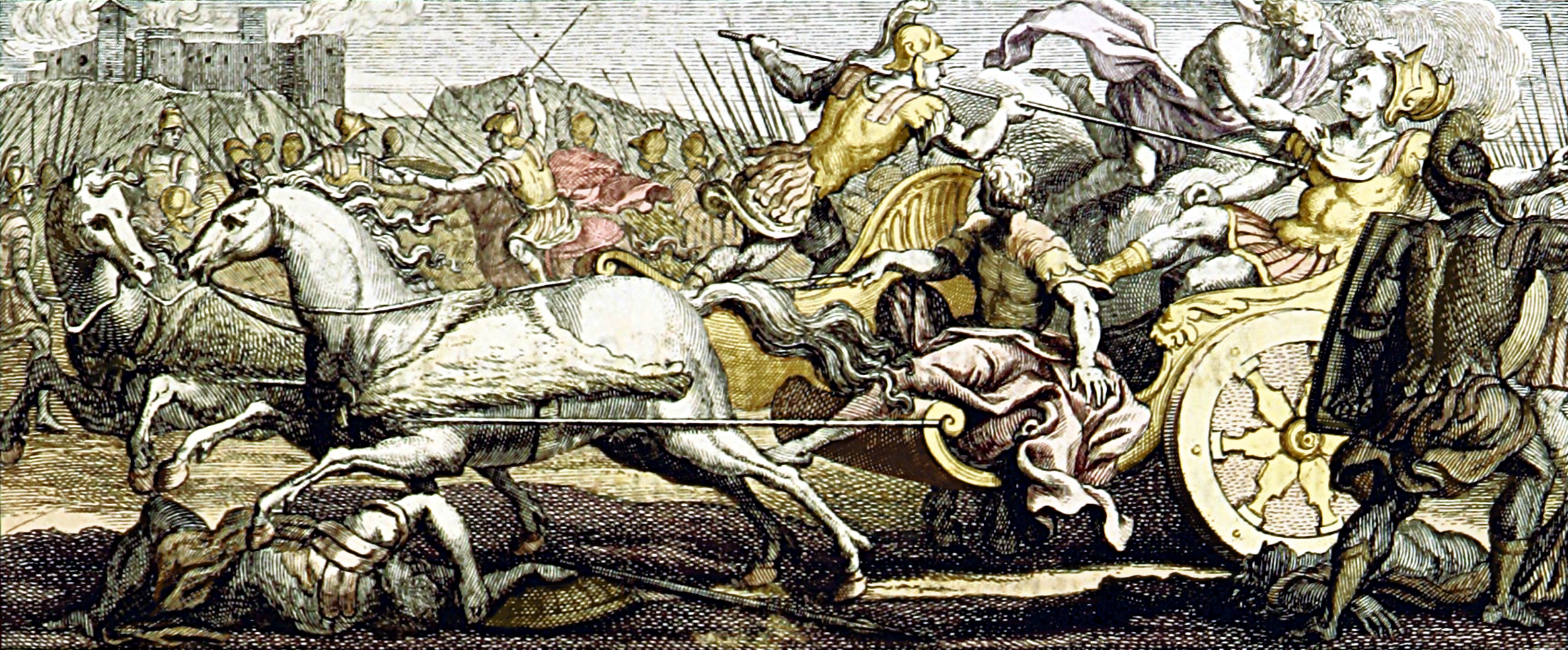
Uciderea lui Patrocles de către Hector.
(Ilustrație din 1715)

În timp ce grecii se luptau cu troienii, Patrocles îi spune hotărât lui Ahile că va lua parte la bătălie. Patrocles se îmbracă cu armura prietenului său pentru a-i speria pe troieni, și pentru a-i readuce onoarea lui Ahile. Astfel pleacă spre câmpul de luptă. Acolo Patrocles îi alungă pe troieni, deși este lovit de o lance. Hector, văzându-l, îl străpunge cu o lance în burtă. Tânărul înfrânt moare.
Cântul XVII

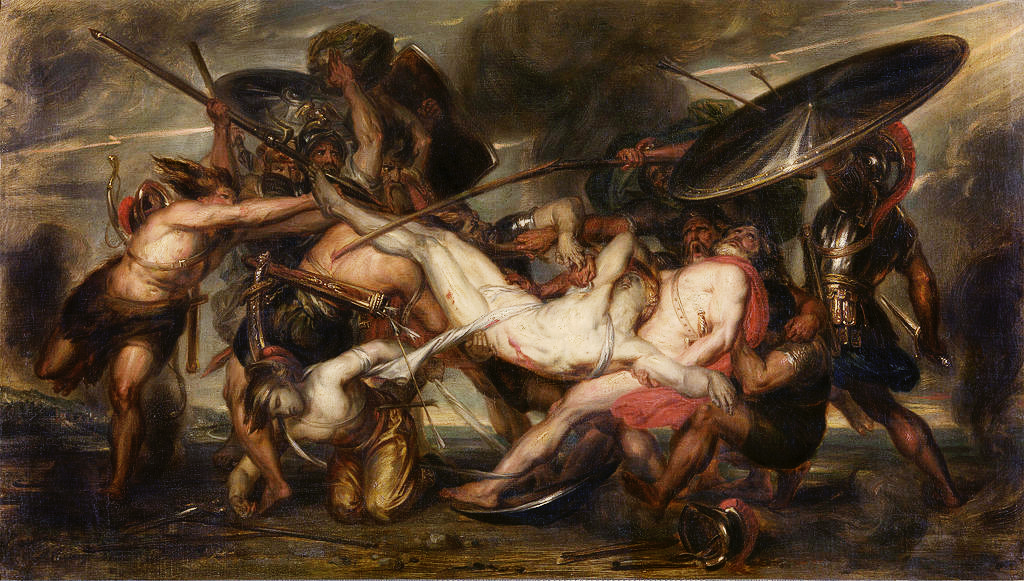
Aheii și troienii se luptă pe trupul lui Patrocles.
(Antoine Joseph Wiertz, 1844–1845)

Menelau îl ucide și despoaie pe Euforbos. Hector îi ia lui Patrocles armele, dar nu și trupul. Aheii se luptă pentru trupul lui Patrocles, în timp ce soldatul grec Antiloh este trimis spre cortul lui Ahile pentru a-i da veștile.
Cântul XVIII
Ahile primește veștile, și poartă o discuție cu mama sa, Thetys. Aceasta îi spune că se va duce la Hefaistos pentru a făuri o nouă armură, mult mai frumoasă și mai puternică decât cea purtată de Patrocles. Iris, mesagera zeilor, îi spune să ia trupul prietenului său fără arme. Astfel, Ahile se duce la luptă și îi face pe troieni să fugă prin urletele sale. Ahile ia trupul lui Patrocles, și îi promite că îl va ucide pe Hector.
Cântul XIX
Ahile primește armura și hotărăște să se împace cu Agamemnon. Grecii pleacă împreună cu Ahile la luptă. Eroul scoate un strigăt, și, în fața tuturor grecilor, acesta se îndreaptă spre zidurile de necucerit ale Troiei.
Cântul XX
Zeus constată că acum se hotărăște soarta razboiului. Acesta le dă permisiunea zeilor de a interveni în luptă: Atena, Poseidon, Hefaistos și Hera de partea grecilor, iar Afrodita, Ares, Apollo și Artemis de partea troienilor. În lupta muritorilor, Ahile ajunge să se lupte cu Aeneas, dar Poseidon, știind că Ahile îl va omorî, îl retrage din luptă pentru că pe acest erou îl aștepta o soartă măreață. Apare Hector, iar așa începe un nou duel. Hector este aproape de a-l omorî pe Ahile, dar Atena intervine. Ahile încearcă să atace, dar, la rândul lui, Hector este salvat de Apollo.
Cântul XXI
Ahile ucide toți troienii ce-i apar în cale. Acesta îi fugărește furios pe dușmani, chiar și prin apele râului. Văzând ce mizerie a cauzat în ape, râul își umflă apele, care erau aproape să-l omoare pe Ahile. Și chiar asta s-ar fi întâmplat dacă nu ar fi intervenit Hefaistos. În timpul luptei, între zei are loc o înfruntare. Printre zeii din Olimp nu se afla Apollo. Acesta intrase în Troia. Priam le ordonă troienilor să deschidă porțile pentru ca soldații să intre in cetate. Apollo ia înfățișarea unui troian pentru a-i distrage atenția lui Ahile. Planul funcționează, iar troienii intră în cetate.
Cântul XXII

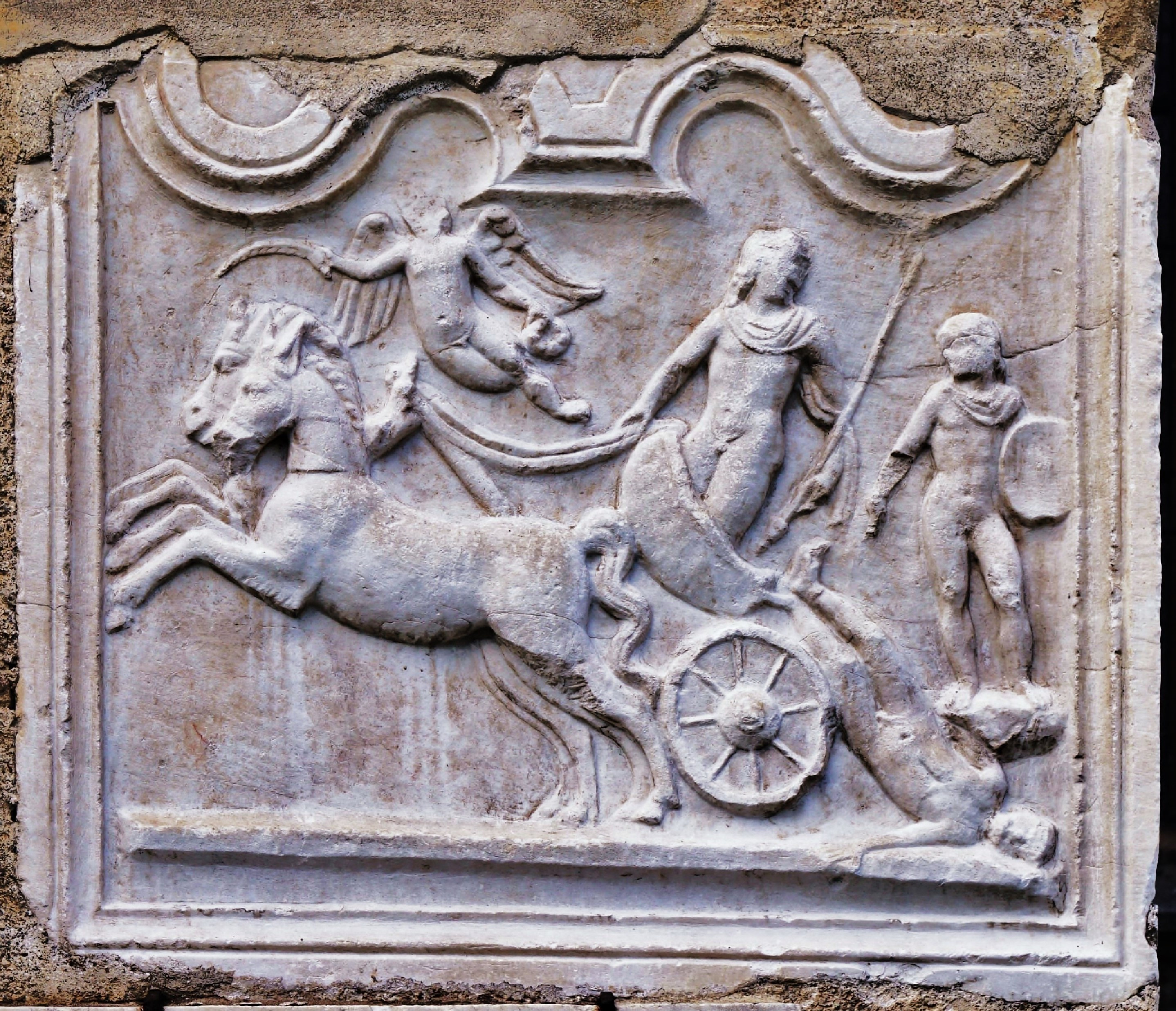
Relief cu Ahile târând leșul lui Hector în urma carului său.

Singurul troian rămas în afara zidurilor era Hector. Troienii îl imploră ca și el să l-i se alăture. Acesta refuză, iar pe câmpie se așterne o tăcere deplină. Ahile ajunge față în față cu Hector. Văzând cum dușmanul de moarte înaintează, pe troian îl lasă curajul. Ahile este înconjurat de o lumină divină. Hector o ia la fugă, înconjurând de trei ori zidurile cetății. Zeus folosește iar un cântar pentru a vedea cine va supraviețui. Se pare că lui Hector i-a venit rândul să moară. Atunci, Atena ia înfățișarea fiului lui Priam, Deifobos. Hector ia lancea și o aruncă în dușman. Nu reușește. Îi cere lancea fratelui, deși lângă el nu se afla nimeni. Era o capcană. Atunci Ahile ia din nou lancea și îl nimerește pe Hector în gât. Ahile îi leagă trupul de car și pleacă spre tabăra aheilor.
Cântul XXIII
Patrocles îi apare în vis lui Ahile, și cere să i se facă funeraliile cât mai repede. Ahile organizează concursuri cu premii din propria pradă de război, în cinstea lui Patrocles.
Cântul XXIV
Trec câteva zile de la moartea lui Hector, iar Priam se duce la cortul lui Ahile pentru a cere trupul fiului său. Ahile acceptă rugămintea. Urmează, ca o prevestire a căderii cetății, funerariile lui Hector. Timp de douăsprezece zile grecii n-au mai luptat pentru ca troienii să poată aduce onoruri viteazului lor luptător.

## Traduceri în limba română
- Homer, Iliada, În romînește de George Murnu, Studiu introductiv și comentarii de D.M. Pippidi, Editura de Stat pentru Literatură și Artă, București, 1955
- Homer, Iliada, traducere de George Murnu, ediție bilingvă (greacă și română), Editura pentru Literatură Universală, București, 1967
- Homer, Iliada, traducere de Dan Slușanschi, ilustrații de Mihail Coșulețu, Editura Humanitas, București, 2012, ISBN 978-973-50-3702-4